# Sphaerion cyanipenne
Sphaerion cyanipenne är en skalbaggsart som beskrevs av Audinet-serville 1834. Sphaerion cyanipenne ingår i släktet Sphaerion och familjen långhorningar.
Artens utbredningsområde är Paraguay. Inga underarter finns listade i Catalogue of Life.